# 山手町 (浜松市)
山手町（やまてちょう）は、静岡県浜松市中央区の地名。丁番を持たない単独町名である。住居表示実施済み。

## 地理
浜松市中央区中心部の南西寄り、佐鳴湖の東側約1kmに位置する。三方原台地最南部であり、蜆塚遺跡に連なる高台上の住宅地及び台地南側傾斜地を含む基底部の住宅地である。北で富塚町、北から東にかけて蜆塚、東から南東で鴨江、南から西で佐鳴台と接する。地域は総じて中低層の住宅で構成されている。

### 地価
住宅地の地価は、2014年（平成26年）1月1日に公表された公示地価によれば、山手町37-3の地点で13万7000円/m2となっている。

## 歴史
西伊場町､蜆塚町､入野町､鴨江三丁目の一部が再編され1972年(昭和47年)に成立した。この地域は1968年度（昭和43年度）に完了した土地区画整理事業によって碁盤状に設けられた6ｍ道路と小街区に整備された低層住宅地が建設されたが、住宅地としての経年劣化・所有者の変更及び中高層住宅の増加傾向に伴い、高層化の傾向がみられた。これに対し浜松市当局は2006年（平成18年）、「西遠広域都市計画山手町地区計画」を「浜松都市計画山手町地区計画」に変更し低中層専用住宅地として規制誘導することを決定した。

## 世帯数と人口
2018年（平成30年）12月1日現在の世帯数と人口は以下の通りである。
| 町丁   | 世帯数  | 人口    |
| ------ | ------- | ------- |
| 山手町 | 781世帯 | 1,877人 |

## 小・中学校の学区
市立小・中学校に通う場合、学区は以下の通りとなる。
| 番・番地等 | 小学校             | 中学校             |
| ---------- | ------------------ | ------------------ |
| 全域       | 浜松市立広沢小学校 | 浜松市立蜆塚中学校 |

## 交通

### 鉄道
地内に鉄道は通っていない。

### バス
- 遠鉄バス

## 施設
- 山手町会館
- 浜松地区建設事業協同組合
- 社団法人浜松建設業協会

## その他

### 日本郵便
- 郵便番号 : 432-8022[3]（集配局：浜松西郵便局[8]）。

### 警察
町内の警察の管轄区域は以下の通りである。
| 番・番地等 | 警察署         | 交番・駐在所 |
| ---------- | -------------- | ------------ |
| 全域       | 浜松中央警察署 | 佐鳴台交番   |